# Ebele Okoye
Ebele Okoye, née le 6 octobre 1969 à Onitsha (Nigeria), est une peintre et animatrice germano-nigériane, et résidant à Cologne, en Allemagne, depuis 2000. 

## Éducation
Ebele Okoye étudie les beaux-arts et les arts appliqués (design graphique/illustration) à l'Institut de gestion et de technologie d'Enugu au Nigeria de 1985 à 1989. À son arrivée en Allemagne en 2000, elle suit un programme invité à l'université de Cologne, qu'elle quitte rapidement pour s'inscrire en design de communication à l'université des sciences appliquées de Düsseldorf. De 2003 à 2004, Okoye se forme à l'animation de dessins animés 2D traditionnels à l'Internationale Filmschule Köln. Elle parle couramment igbo, anglais et allemand.

## Carrière
Ebele Okoye est active dans les beaux-arts et les arts médiatiques et expose ses œuvres dans des expositions individuelles et collectives (voir ci-dessous). Elle est la fondatrice de Shrinkfish Media Lab une société de production basée à Abuja. 
Elle réalise The Legacy of Rubies qui est l'un des deux films de clôture du Festival du film africain de la Silicon Valley, édition 2015. Cette année-là, le film remporte l'Africa Movie Academy Awards de la meilleure animation. Dans son discours d'acceptation, Okoye déclare qu'elle « n'[a] pas fait ce film pour chasser des prix », mais qu'elle a « fait ce film pour inspirer tous les animateurs africains qui veulent faire des films d'animation ». The Legacy of Rubies est présenté en première canadienne au Toronto Black Film Festival en 2016. 
En 2016, elle annonce des plans pour un long-métrage, laissant entendre que cela pourrait être « comme Le Monde de Narnia et Pocahontas réunis ». 

## Prix et distinctions
Son projet de 2007 Anna Blume, basé sur un poème de 1919 de Kurt Schwitters, remporte le prix promotionnel de la Fondation Robert-Bosch pour l'animation. Okoye remporte deux Africa Movie Academy Awards, pour The Lunatic (2008) et pour The Legacy of Rubies (2015). 
- 2007 : prix promotionnel de la Fondation Robert-Bosch pour l'animation pour Anna Blume
- 2008 : prix Africa Movie Academy du meilleur film d'animation pour The Lunatic
- 2015 : prix Africa Movie Academy du meilleur film d'animation pour The Legacy of Rubies

## Sélection d'expositions

### Expositions collectives
- 1995 : Mirrors of Society, National Museum, Lagos (Nigéria)
- 1996 : Nigeria/China Co-operative exhibition, Lagos (Nigéria)
- 1996 : Artistes nigérians sélectionnés par la National Gallery of Modern Art, Nigeria (en), Corée du Sud
- 1997 : Small-Small Things, National Museum, Lagos (Nigéria)
- 1998 : The Rape of Nature, ambassade du Brésil, Lagos (Nigéria)
- 2000 : Threshold of Peace, exposition du Sommet de  la paix des premières dames africaines, Abuja (Nigéria)
- 2001 : Women about Women, Institut Goethe, Lagos (Nigéria)
- 2003 : Ipade Begegnung, Afroasian Institute Gallery Vienne (Autriche)
- 2004 : Globalia, Frauenmuseum (Musée des Femmes), Bonn (Allemagne)

### Expositions solo
- 1995 : Storms of the Heart, musée national, Lagos, Nigeria
- 1996 : Realities, musée Didi, Lagos, Nigeria
- 1998 : Selected Paintings and Portraits in Oil, Lagos, Nigeria.
- 1999 : New Culture, musée Didi, Lagos, Nigeria
- 2001 : Woman about Women, Cologne, Allemagne
- 2002 : Nomadic Diaries (A travelling pictorial storytelling), Munich, Cologne, Halle (Allemagne) et Neulengbach (Autriche)
- 2003 : Between Territories, Galerie Haus 23 Cottbus, Allemagne

## Filmographie
- 2002 : Once Upon a Dance (collage numérique) : réalisatrice/animatrice
- 2004 : Tag Attack (animation 2D) : co-réalisatrice/animatrice
- 2006 : The Lunatic (animation 2D) : réalisatrice/animatrice
- 2007 : Die Verrückte (animation 2D) : réalisatrice/co-productrice
- 2008 : Papermouse (animation 2D) : réalisatrice/co-productrice
- 2009 : Anna Blume (animation 2D) : productrice/co-scénariste/animatrice
- 2009 : Patterns (animation 2D) : réalisatrice/co-productrice
- 2010 : The Essence (animation 2D) : réalisatrice/co-productrice
- 2011 : Footy My Love (Animation 2D / Art vidéo) : réalisatrice/co-productrice
- 2012 : Meine Heimat (animation 2D/3D) : réalisatrice/co-productrice
- 2013 : Closer N'Closer (animation 2D) : réalisatrice/co-productrice
- 2014 : Die Liebe in den Zeiten der EU (animation 2D) : réalisatrice/co-productrice
- 2015 : The Legacy of Rubies (animation 2D) : réalisatrice/co-productrice